# ビリアメ・マタ
ビリアメ・マタ（Viliame Mata、1991年10月22日 - ）は、プレミアシップブリストル・ベアーズに所属するラグビー選手。

## プロフィール
- フィジー・ナケロ出身。
- ポジションはロック(LO)、フランカー(FL)、ナンバーエイト(No.8)。
- 身長 196cm、体重 115kg
- フィジー代表キャップは29（2024年9月現在）で2019W杯・2023W杯のフィジー代表に選ばれた[1]。

## 略歴
2016年、リオ五輪の7人制フィジー代表に選ばれ金メダルを獲得。
2017年、エディンバラ・ラグビーに加入。
2024年、ブリストル・ベアーズに加入。 